# Топонимия Лаоса

Административное деление Лаоса

Топонимия Лаоса — совокупность географических названий, включающая наименования природных и культурных объектов на территории Лаоса. Структура и состав топонимии обусловлены географическим положением, лингвистической ситуацией в стране и её богатой историей.

## Название страны
Название страны происходит от этнонима народности лао, составляющей значительную часть населения страны, в португальской форме с показателем множественного числа. Лаос как государство берёт своё начало в XIV веке, когда страна называлась Лан Санг Хом Кхао («Страна миллиона слонов и белого зонта»). С XIV века на территории современного Лаоса было образовано государство Лансанг, с которого принято отсчитывать историю Лаоса. С этого времени происходит разделение племён таи и лао; по поводу идентификации племён лао ведутся споры между таиландскими и лаосскими историками. Во время Второй мировой войны Лаос был занят японцами, а в 1949 году обрёл независимость в форме королевства во главе с королём Сисаванг Вонгом. В 1975 году король был вынужден отречься от престола, к власти пришла Народно-революционная партия Лаоса, взявшая курс на социалистический путь развития. При поддержке СССР и Вьетнама была образована Лаосская Народно-Демократическая Республика.
Официальное название страны — Лаосская Народно-Демократическая Республика (лаос. ສາທາລະນະລັດ ປະຊາທິປະໄຕ ປະຊາຊົນລາວ [sǎːtʰáːlanalat pásáːtʰipátàj pásáːsónláːw]).

## Формирование и состав топонимии
На территории страны выделяется несколько топонимических слоёв. Так, на большей части территории Лаоса в основном представлены таиландские топонимы. Северный Лаос относится к области вьетнамской топонимии. По оценке В. А. Жучкевича, по территории Лаоса проходит граница между тайским и вьетнамским топонимическими пластами, причём вьетнамская топонимия сохраняется и в части областей, где господствует тайский язык. По-видимому, вьетнамский язык постепенно распространялся по территории стран ы к западу, вытесняя тайский. Передача на картах географических названий Лаоса очень непостоянна: один и тот же объект может иметь несколько названий и подвергаться неоднократным переименованиям. Самые древние названия Лаоса нередко имеют санскритское происхождение, более новые — тайское и вьетнамское (на востоке страны).
Оронимы Лаоса представлены хребтами Луангпхабанг и Чыонгшон (лаос. ພູຫລວງ, вьет. Dãy núi Trường Sơn). Топоним Луангпхабанг, которым называется горный хребет, город, провинция, а также королевство, существовавшее в 1707—1946 годах, происходит от лаосских слов, означающих «королевство божественного Банга», или «королевство золотого Будды», за изваяние Будды, чтимое священным. Топоним Чыонгшон — название вьетнамское, означающее «длинные
горы», их европейское название — Аннамские горы по расположению в исторической области Аннам.
Гидронимия Лаоса представлена в основном названиями рек. Крупнейшая река, протекающая через несколько стран — Меконг (начинается на Тибетском нагорье под названием Дзачу (тибет. «верхняя река»), в Южном Китае называется Ланъцанцзян (искажённая китайская передача местного названия, цзян — «река»), в Индокитае получает название Меконг — «мать-река», то есть «главная, большая река»). Реки Ма (река) (вьет. Mã, в верховье вьет. nậm Mã, буквально — «река Ма»), Тю (лаосское название Nam Sam — «река Сам»), У (лаос. ນ້ຳອູ) — этимология неизвестна.
Этимология крупнейших городов:
- Вьентьян (лаос. ວຽງຈັນ/ວຽງຈັນທນ໌ [ʋíəŋ tɕàn] — Виангтян[7]) — название переводится с языка пали как «город сандалового дерева», что подтверждается надписями на древнем лаосском языке. В современном лаосском языке название города пишется в соответствии с его произношением, что порождает неоднозначные толкования. Так, многие лаосцы утверждают, что название переводится как «город луны», это связано с тем, что слова луна (ຈັນ или ຈັນທຣ໌ от санскр. चन्द्र — чандра) и сандаловое дерево (ຈັນ или ຈັນທນ໌ от санскр. चन्दन — чандана) на современном лаосском языке пишутся и произносятся идентично (чан). Аналогичное значение («город сандалового дерева») имеет название города в тайском тайск. เวียงจันทน์ и кхмерском кхмер. វៀងចន្ទន៍ языках. Романизированное произношение «Вьентьян» имеет французское происхождение и связано со сложностью произношения твёрдого «ч» во французском языке[8].
- Паксе	(лаос. ປາກເຊ) — буквально означает «устье реки Се».
- Кейсон Фомвихан — первоначально именовался Саваннакхет (лаос. ໄກສອນ ພົມວິຫານ), в 2005 году переименован в честь президента Лаоса Кейсона Фомвихана (правильно — «Пхомвихана», но в русских СМИ уже закрепилась неправильная транскрипция его фамилии), который родился в деревне, ныне находящейся на территории этого района. Однако на многих современных картах, как русскоязычных, так и англоязычных, город значится под прежним названием — Саваннакхет[9].
- Луангпхабанг — см. выше;
- Самныа (лаос. ຊຳເໜືອ), буквально — «северное болото».
- Пхонсаван	(лаос. ໂພນສະຫວັນ, буквально — «райские холмы».
- Тхакхэк (лаос. ທ່າແຂກ) — название, вероятно, означает «гостевой торговый порт».
- Паксан (лаос. ປາກຊັນ), буквально — «устье реки Сан».

## Топонимическая политика
Лаос не имеет специального государственного органа, отвечающего за топонимическую политику.